# فيونا ويد
فيونا ويد (بالإنجليزية: Fiona Wade) هي ممثلة بريطانية، ولدت في 20 مارس 1979 في منطقة أنفيلد في المملكة المتحدة.

## وصلات خارجية
- فيونا ويد على موقع IMDb (الإنجليزية)
- فيونا ويد على موقع قاعدة بيانات الفيلم (الإنجليزية)
- فيونا ويد على موقع كينوبويسك (الروسية)